# Edward Jenner
Edward Jenner (17. svibnja 1749. – 26. siječnja 1823.) je bio engleski liječnik iz Berkeleyu, u Gloucestershire, poznat po radu kojim je u medicinu uveo cjepivo za velike boginje, mnogi ga smatraju "ocem imunologije", te mnogi smatraju da je njegovo otkriće spasilo više života nego bilo koje drugo otkriće do sada.

## Rani život
Edward Jenner rodio se u Berkeleyu, počeo je učiti medicinu u gradiću Chipping Sodbury, kod kirurga Daniela Ludlowa, u dobi od 14 godina. Ovdje se je zadržao sljedećih osam godina, te je 1770. otišao studirati kirurgiju i anatomiju kod Johna Huntera i ostalih u londonsku bolnicu St George's Hospital.
William Osler zabilježio je da je Hunter Edwardu ponavljao savjet Williama Harveya: "Don't think, try." (u prijevodu "Ne misli, pokušaj."). Vođen time, Jennera su zamijetili brojni ljudi toga vremena znameniti po svojim doprinosima u unaprijeđenju prakse i institucija kirurgije tog vremena. Godine 1773. Jenner se vratio u svoj rodni zavičaj, Berkeley, Gloucestershire, gdje je postao uspješan liječnik opće prakse i kirurg te je ostao u kontaktu s Hunterom. Jenner je bio i pažljivi promatrač prirode, i prvi koji je zapazio kako mladunci kukavice guraju jaja ptice čije je gnijezdo, da bi samo oni uzimali hranu od lažnih roditelja. Zbog ovog zapažanja izabran je za člana kraljevskog društva 1789. Jenner je sa suradnicima osnovao medicinski društvo u Rodboroughu, u Gloucestershire, te je doprinio medicini svojim radovima o angini.

## Velike boginje
U Jennerovo vrijeme velike boginje (lat. Variola vera major) su bile vrlo opasna bolest, jedna od tri osoba koje su se zarazile umirale su od te bolesti, a osobe koje su preživjele obično su ostale teško narušenog zdravlja. Lady Mary Wortley Montagu je tijekom svog boravka u turskom castvu (od 1716. do 1718.) otkrila koncept variolacije (inokulacija boginjama), te ideju prenijela u Englesku. Voltaire, je nekoliko godina kasnije zabilježio da je tim postupkom 60% osoba dobilo velike boginje, od kojih je 20% umrlo od bolesti. Nakon 1770. godine postoje najmanje šest osoba (Sevel, Jensen, Jesty 1774, Rendell, Plett 1791) u Engleskoj i Njemačkoj koji su uspješno ispitali mogućnost korištenja cjepiva kravljih boginja za imunizaciju boginja kod ljudi. Takav primjer je farmer iz Dorseta Benjamin Jesty, koji je uspješno cjepio i inducirao imunost svoje žene i dvoje djece tijekom epidemije velikih boginja 1774.g. Smatra se da ovaj podatak nije bio opće poznat, te da Jenner nije bio svjestan Jestyevog uspjeha, te da je do svoga otkrića došao neovisno.
Jenner je zapazio lokalnu tradiciju među ženama koje su muzle krave, da onaj tko se zarazi takozvanim "kravljim boginjama" ne dobiva velike boginje. Jenner je pretpostavio da gnoj iz bula koje su žene muzare dobivale od "kravljih boginja" ih štiti od boginja. Svoje pretpostavke je iskušao 14. svibnja 1796. godine, inokulurajući osmogodišnjeg dječaka Jamesa Phippsa, sadržajem iz bula s ruku Sarah Nelmes, koja je dobila kravlje boginje od krave koje se zvala Blossom. Jenner je inokulirao dječaka s gnojom kravljih boginja u oboje ruke istoga dana. To je kod dječaka izazavalo povišenu tjelesnu temperaturu i opću slabost bez drugih simptoma. Kasnije, je kod dječaka primijenio variolaciju, što je u to vrijeme bio standardni postupak za induciranje imunosti. Nije došlo do razvoj bolesti. Nakon nekog vremene još jednom je ponovio pokušaj variolacije i opet nije došlo do pojave znakova bolesti.
Jenner je ovu metodu nazvao vakcinacijom (vaccination), jer je izvorni materijal bio od krave (Vacca - krava na latinskom). Jenner je nastavio svoje istraživanje i poslao svoje izvještaje Kraljevskom Društvu koje nije objavilo njegove prvotne uspjehe. Nakon usavršavanja svojeg postupka, izvijestio je o dvadeset i tri slučaja. Prvotni rezultati dočekani su s oprezom, te je tek 1840. britanska vlada zabranile postupke variolacije i omogućila svima besplatnu vakcinaciju.
Usavršavanje postupka vakcinacije sve više je Jennera sprječavalo u radu u općoj praksi, te je uz pomoć potpore svojih kolega i Kralja dobio od britanskog Parlamenta prvotno £10,000 za nastavka rada na vakcinaciji, zatim 1806.g. još £20,000 za nastavak rada.  Tijekom 1811. zabilježio je značajan broj pojave velikih boginja kod vakciniranih osoba, ali je i primijetio da je kod tih osoba prethodna vakcinacija znatno ublažila tijek bolesti.

## Ostavština
Jenner je uvidio dugosežne implikacije cijepljenja, i znao je da će doći dan kada velike boginje neće predstavljati opasnost; njegov san se i ostvario globalnim istrebljenjem ove bolesti kasnih 70-tih 20. stoljeća. Svjetska zdravstvena organizacija je 1979.g. objavila da više u prirodi nema virusa velikih boginja, te se više na provodi ciepljnje protiv velikih boginja, iako prema izvještaju CDC (engl. Centers for Disease Control and Prevention) iz Atlante još uvijek postoje primjerci virusa u SAD-u i Rusiji u svrhu stvaranja i/ili obrane od biološkog oružja.
Važnost Jennerovog otkriča nije samo eradikacija velikih boginja nego i razvoj ideje cjepljenja kao zaštite od zaraznih bolesti. Za ovaj pionirski rad na polju cijepljenja, Jenner se smatra ocem imunizacije.

## Publikacije
- 1798. engl. An Inquiry Into the Causes and Effects of the Variolæ Vaccinæ
- 1799. engl. Further Observations on the Variolœ Vaccinœ
- 1800. engl. A Continuation of Facts and Observations relative to the Variolœ Vaccinœ 40pgs
- 1801. engl. The Origin of the Vaccine Inoculation 12pgs

## Spomenici
Danas postoje brojni spomenici diljem svijeta podignuti u čast ili nazvani po Edwardu Jenneru.
- Jennerova kuća je mali muzej gdje se između ostaloga nalaze rogovi krave Blossom, a kuće se nalazi u malom selu u Gloucestershireu, Berkeley.
- njegova statua, autora Robert William Sievier, nalazi se u katedrali u Gloucesteru.
- Njegova statua je podignuta Trafalgar Squareu u Londonu, kasnije je preseljena u Kensingtonske Vrtove.[3]
- u blizini malog sela u Gloucestershire koje se zove Uley, brdo Downham Hill se među lokalnim stanovništvom naziva 'Smallpox Hill' (prijevod: "Brdo velikih boginja"), što je možda povezano s Jennerovim radom na bolesti u tom području
- u sveučilište St George's, University of London, nalzi se njegova bista, te dio nosi njegovo ime.[4]
- mala skupina sela u Somerset County, Pennsylvania, SAD, nazvana su njemu u čast, ta sela su naselili engleski doseljenici u ranom 19. stoljeću, a danas se tu nalaze gradovi nazvani po Jenneru, Jenner Township, Jenner Crossroads i Jennerstown, Pennsylvania.
- dio bolnice Gloucestershire Royal Hospital nazvan je njemu u čast Edward Jenner Ward
- dio bolnice Northwick Park Hospital je nazvan njemu u čast Jenner Ward

## Vanjske poveznice
- Jennerovi spisi o cijepljenju: http://www.bartleby.com/38/4/
- Jennerov muzej: https://web.archive.org/web/20050904004855/http://www.dursley-cotswolds-uk.com/Jenner%20museum.html
- Jennerov muzej: http://www.jennermuseum.com